# Carlos Arévalo
Carlos Arévalo (Betanços, 6 de dezembro de 1993) é um canoísta espanhol, medalhista olímpico.

## Carreira
Arévalo conquistou a medalha de prata nos Jogos Olímpicos de Verão de 2020 em Tóquio na prova de K-4 500 m, ao lado de Saúl Craviotto, Marcus Walz e Rodrigo Germade com o tempo de 1:22.445 minuto.  Nos Jogos Olímpicos de Verão de 2024, em Paris, conquistou a medalha de bronze na competição do K-4 500 m masculino, ao lado de Craviotto, Walz e Germade.